# Peter August van Saksen-Coburg en Gotha

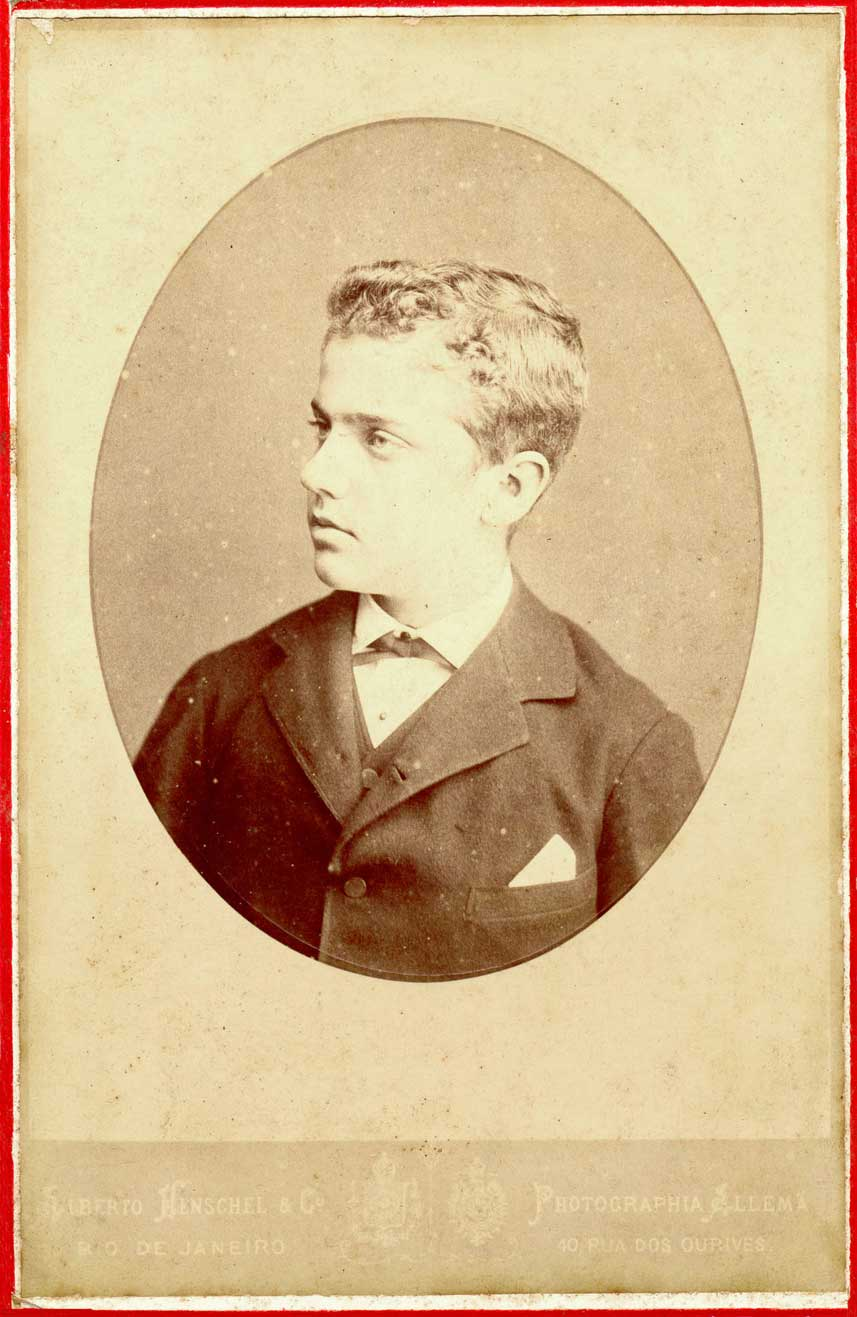
Peter August, prins van Saksen-Coburg en Gotha (ca. 1877), Alberto Henschel

Peter August Lodewijk Maria Michaël Gabriël Rafaël Gonzaga van Saksen-Coburg en Gotha (Rio de Janeiro (Brazilië), 19 maart 1866 - Tulln an der Donau (Oostenrijk), 6 juli 1934) was een prins uit de katholieke zijlinie (Koháry) van het Huis Saksen-Coburg en Gotha.
Hij was de oudste zoon van prins Lodewijk August en Leopoldine van Bragança en een kleinzoon van de Braziliaanse keizer Peter II. Samen met zijn jongere broer August Leopold groeide hij op aan het keizerlijk hof van Brazilië. In 1899 moest de familie het land ontvluchten. Op de boot naar Europa openbaarden zich bij Peter August allerlei wanen die zo ernstige vormen aannamen dat hij moest worden opgesloten in zijn hut, uit angst dat hij - door wanen gedreven - de kapitein zou vermoorden. Terug in Europa werd Peter August opgenomen in een kliniek. Hij verbleef de rest van zijn leven in sanatoria, het langst in Tulln an der Donau. Hij was een patiënt van Sigmund Freud.
Hij overleed in een kliniek in Wenen. Zijn lichaam werd bijgezet in de familiecrypte in Coburg.